# Les meves tardes amb la Margueritte
Les meves tardes amb la Margueritte (títol original en francès La Tête en friche) és una pel·lícula francesa dirigida per Jean Becker i estrenada l'any 2010.

## Argument
Basada en la novel·la homònima de Marie-Sabine Roger, explica la història de Germain Chazan (Gérard Depardieu), un home de 110 kg, que desconfia de les paraules i viu en una caravana, al fons del jardí de la seva mare. Ell passa el seu temps entre el cafè i el parc públic i és considerat per la majoria com un imbècil feliç. Però un dia, Margueritte (Gisèle Casadesus), una dona gran molt culta li fa descobrir l'univers dels llibres i les paraules. La seva relació amb els altres i amb si mateix canviarà.

## Repartiment
- Gérard Depardieu com a Germain Chazes
- Gisèle Casadesus com a Margueritte
- Claire Maurier com a Jacqueline
- Maurane com a Francine
- François-Xavier Demaison com a Gardini
- Anne Le Guernec com a Jacqueline
- Amandine Chauveau com a Jacqueline
- Sophie Guillemin com a Annette
- Florian Yven com a Germain
- Patrick Bouchitey com a Landremont
- Régis Laspalès com a M. Bayle
- Jean-François Stévenin com a Joseph
- Lyes Salem com a Youssef
- Matthieu Dahan com a Julien
- Bruno Ricci com a Marco
- Mélanie Bernier com a Stéphanie

## Recepció
Al web de l'agregador de crítiques Rotten Tomatoes, la pel·lícula té una mitjana d'aprovació del 85% basada en 60 crítiques, i una mitjana de 6,4/10. El consens crític del web manifesta que «és sentimental i trepidant, però això no n'hi ha prou per evitar que [la pel·lícula] sigui realment impactant». A Metacritic, la pel·lícula té una puntuació mitjana ponderada de 59 sobre 100, basada en 16 crítiques, indicant «crítiques mixtes o mitjanes».